# Frédéric Maragnani
 (janvier 2023).
La mise en forme du texte ne suit pas les recommandations de Wikipédia : il faut le « wikifier ».
Les points d'amélioration suivants sont les cas les plus fréquents. Le détail des points à revoir est peut-être précisé sur la page de discussion.
- Les titres sont pré-formatés par le logiciel. Ils ne sont ni en capitales, ni en gras.
- Le texte ne doit pas être écrit en capitales (les noms de famille non plus), ni en gras, ni en italique, ni en « petit »…
- Le gras n'est utilisé que pour surligner le titre de l'article dans l'introduction, une seule fois.
- L'italique est rarement utilisé : mots en langue étrangère, titres d'œuvres, noms de bateaux, etc.
- Les citations ne sont pas en italique mais en corps de texte normal. Elles sont entourées par des guillemets français : « et ».
- Les listes à puces sont à éviter, des paragraphes rédigés étant largement préférés. Les tableaux sont à réserver à la présentation de données structurées (résultats, etc.).
- Les appels de note de bas de page (petits chiffres en exposant, introduits par l'outil «  Source ») sont à placer entre la fin de phrase et le point final[comme ça].
- Les liens internes (vers d'autres articles de Wikipédia) sont à choisir avec parcimonie. Créez des liens vers des articles approfondissant le sujet. Les termes génériques sans rapport avec le sujet sont à éviter, ainsi que les répétitions de liens vers un même terme.
- Les liens externes sont à placer uniquement dans une section « Liens externes », à la fin de l'article. Ces liens sont à choisir avec parcimonie suivant les règles définies. Si un lien sert de source à l'article, son insertion dans le texte est à faire par les notes de bas de page.
- La présentation des références doit suivre les conventions bibliographiques. Il est recommandé d'utiliser les modèles {{Ouvrage}}, {{Chapitre}}, {{Article}}, {{Lien web}} et/ou {{Bibliographie}}. Le mode d'édition visuel peut mettre en forme automatiquement les références.
- Insérer une infobox (cadre d'informations à droite) n'est pas obligatoire pour parachever la mise en page.

Pour une aide détaillée, merci de consulter Aide:Wikification.
Si vous pensez que ces points ont été résolus, vous pouvez retirer ce bandeau et améliorer la mise en forme d'un autre article.
Frédéric Maragnani, né en 1970 à Dijon, est un metteur en scène et directeur de théâtre.

## Biographie
Après une formation d'acteur il se consacre à la mise en scène et crée sa compagnie Travaux Publics avec laquelle il mène depuis plusieurs années un projet de littérature privilégiant la création et l’émergence d’écritures nouvelles, le métissage des littératures, la « créolisation » des langues et des niveaux de langage. Il développe des liens et des compagnonnages avec des auteurs, trouvant pour chacun des projets d’écriture un rapport inédit dans la traduction scénique de leur œuvre.
Il se distingue en 2001 par la création de plusieurs intégrales de vingt-quatre heures de l’épopée théâtrale "Ma Solange, comment t’écrire mon désastre, Alex Roux" de Noëlle Renaude pour lequel il invente le concept des Grandes Traversées à Bordeaux. L’épopée théâtrale se représente ensuite à Dijon au festival Frictions et à Paris dans les premières Nuits Blanches. Du même auteur, il crée "Petits rôles", "Le Prunus", "Le Renard du Nord", "Quarante Églogues natures mortes et motifs", "Par les routes" et "Vues d'Ici". 
Son art de la scène, pictural et souvent très coloré, mêle différentes influences scéniques, revendique la force et l’intensité de l’image photographique William Eggleston, Ryan Schude…), de la peinture (Tim Eitel…), du cinéma et apporte une attention particulière à la musique des mots et à la force de l’oralité. Il inscrit également son travail à l’intérieur de matrices littéraires précises : le drame, la comédie, et plus récemment les contes et les légendes, afin de les détourner et de créer un trouble, un entre-deux, un nouvel état scénique.
Il réalise depuis quelques années plusieurs mises en scène à partir du fil directeur des « contes et légendes de l’humanité » : il commande et co-met en scène avec l’auteur le texte "Le Couloir", de Philippe Minyana en 2004, avec notamment Marcial Di Fonzo Bo, Marie-Armelle Deguy et Françoise Lebrun au Théâtre Ouvert - Centre National des Dramaturgies Contemporaines. Du même auteur, il met également en scène un opéra, "Entente cordiale" (sur une musique de Benjamin Hertz), "Suite 1" (2007), et, plus récemment (2011), "Sous les arbres" au Théâtre de la Ville.
Autre auteur de prédilection : Howard Barker, dont il met en scène la réinvention du conte traditionnel autour de l’histoire de Blanche-Neige : "Le Cas Blanche-Neige (comment le savoir vient aux filles)", avec entre autres Marie-Armelle Deguy, Christophe Brault et Céline Milliat-Baumgartner, repris au Théâtre de l'Odéon en 2009. Constant dans ses choix, il met également en scène le conte : "Barbe- Bleue (la scène primitive)" de Nicolas Fretel. 
Ses dernières réalisations confirment ce travail sur le détournement des matrices traditionnelles : le conte historique pour "Vénus, il était une fois signifie maintenant", de Lolita Monga sur l’incroyable histoire de Saartjie Baartman, la Vénus Hottentote, et le drame bourgeois pour "La Parisienne" d’Henry Becque, avec Marie-Armelle Deguy dans le rôle-titre.
En 2011, il crée son premier spectacle sur une scène d'opéra, La Belle Hélène de Offenbach à l’Opéra national de Bordeaux, avec dans le rôle titre Maria Riccarda Wesseling. 
Suivent les créations de "Tout doit disparaître" d’Éric Pessan présenté dans la programmation du Festival d'Avignon 2011 et de Baroufs de Carlo Goldoni dans une nouvelle traduction de Jean-Paul Manganaro au Théâtre de l’Ouest Parisien et au Théâtre national de Bordeaux-Aquitaine.
En 2012, à Bordeaux, il prend la direction de la Manufacture Atlantique, Fabrique d’art et de culture, qui deviendra par la suite La Manufacture CDCN.  Il oriente le lieu sur le soutien à la jeune création et aux nouvelles écritures, et invente des évènements inédits : les Banquets Littéraires, la Grande Mêlée espace pour la jeune création. Parallèlement il engage un vaste projet de Littérature Orale pour tous : la Bibliothèque des Livres Vivants, aujourd’hui composée de douze titres.
En 2013, Frédéric Maragnani découvre l’écriture et l’univers d’Olivier Choinière. Il met en scène, pour la première fois en France son texte Félicité, au Tarmac – La Scène Internationale Francophone. Ces nouvelles découvertes et créations complètent son compagnonnage toujours fidèle avec Philippe Minyana dont il met en scène Cri et Ga cherchent la paix, créé au Phénix - Scène nationale de Valenciennes en 2013 et repris au Théâtre du Rond-Point dans la foulée. 
En 2015 et 2016, il développe une activité en partenariat avec l’Institut français du Maroc en créant Le Rouge du Tarbouche, premier roman de Abdellah Taïa et GaliléE, spectacle en Français et en arabe créé avec une équipe franco marocaine, notamment Boutaïna El Fekkak, à partir de La Vie de Galilée de Bertolt Brecht, présenté en 16/17 à Bordeaux et à Paris.
En 2017, il est nommé à la direction du Théâtre de Chelles (77) sur un projet destiné au théâtre, aux arts de la parole et à l'oralité. Il y développe de nouveaux partenariats avec les scènes du territoires et des événements comme le Festival d'Automne, un rapport renouvelé aux publics, et invente le Festival SOLO, festival interdisciplinaire du seul-en-scène qui se structure sur le territoire Francilien. Sous sa direction, le Théâtre de Chelles adhère au Groupe des 20 Théâtres en Ile-de-France, réseau artistique et de production en Ile-de-France, dont il devient co-Président en 2020. À la suite de la Manufacture Atlantique, il continue à s'engager en faveur de la jeune création en faisant du Théâtre de Chelles un des partenaires actifs du Festival Impatience, festival du Théâtre émergeant initié par le CentQuatre.
Il continue cependant à se nourrir et à se consacrer à la scène. En juillet 2017, Frédéric Maragnani met en scène dans la Cour d'Honneur du Palais des Papes, Femme Noire, texte de Léopold Sedar Senghor, spectacle de clôture du Festival d'Avignon.
En janvier 2022 il est nommé à la direction de la Halle aux grains - Scène nationale de Blois sur un projet éditorial associant les humanités, les arts et l'histoire et mettant en avant, dans la logique de ses précédents engagements, les "projets situés" de territoire et une construction culturelle partagée au niveau régional et national.

Fin 2020 est édité son premier récit, Landes, aux Editions La route de la soie https://www.laroutedelasoie-editions.com

## Théâtre
- 1994 : Baroufs à Chioggia de Carlo Goldoni, tournée
- 1995 : Homme et Galant Homme, d’Eduardo De Filippo, Théâtre de verdure, Saint-Médard en Jalles
- 1996 : L'Île des esclaves, de Marivaux ; Théâtre de verdure, Saint-Médard en Jalles
- 1996 : Petits rôles, de Noëlle Renaude, Base Sous-Marine, Bordeaux, tournée
- 1996 : Le Prunus, de Noëlle Renaude
- 1996 : Micheline, les fabuleuses aventure du jeune Claude, d’Emmanuel Texeraud
- 1997 : Histoire d’Amour (derniers chapitres), de Jean-Luc Lagarce, Le Carreau, Bordeaux
- 1998 : Homme pour homme, de Bertolt Brecht, TNT-Manufacture de Chaussures, Bordeaux, tournée
- 1999 : Le Mystère-Bouffe, une heure future, composition de textes futuristes russes, Base Sous-Marine, Bordeaux
- 2000 : Le Renard du Nord, de Noëlle Renaude, Théâtre Georges Leygues, Villeneuve-sur-Lot
- 2001 : Ma Solange, comment t’écrire mon désastre, Alex Roux, de Noëlle Renaude, Les Grandes Traversées, Frictions-Dijon, Nuit Blanche-Paris
- 2003 : Les Irruptés du réel, d’Eugène Durif, la Mousson d’été, Chantiers de Blaye
- 2003 : Les Eglogues, natures morets et motifs, de Noëlle Renaude, la Mousson d’été, Chantiers de Blaye], tournée
- 2004 : Le Couloir, de Philippe Minyana, Théâtre Ouvert - Centre National des Dramaturgies Contemporaines], Théâtre Dijon-Bourgogne
- 2005 : Le Cas Blanche-Neige (comment le savoir vient aux jeunes filles), de Howard Barker, Théâtre de Suresnes Jean-Vilar], Théâtre National Bordeaux en Aquitaine, tournée
- 2005 : Barbe-Bleue (la scène primitive) de Nicolas Frétel, TNT-Manufacture de Chaussures], Bordeaux, CDN Orléans
- 2006 : Par les routes, de Noëlle Renaude, Théâtre Ouvert, Théâtre National de Bordeaux-Aquitaine], tourné
- 2007 : Colères de Mars – 14 Colères, de Christophe Huysman, Glob Théâtre Bordeaux]
- 2007 : Suite 1, de Philippe Minyana, TNT-Manufacture de Chaussures, Bordeaux
- 2008 : Vénus, il était une fois signifie maintenant, de Lolita Monga, Théâtre du Grand Marché - La Réunion, Théâtre de l’Est Parisien
- 2008 : La Parisienne, d’Henry Becque, Théâtre de l’Ouest Parisien
- 2009 : Le Cas Blanche-Neige (comment le savoir vient aux jeunes filles), de Howard Barker, Odéon - Théâtre de l’Europe
- 2010 : Où les cœurs ? de Lancelot Hamelin, Les Subsistances – Lyon
- 2010 : Plage, de Virginie Barreteau, Novart - Bordeaux
- 2011 : Sous les arbres, de Philippe Minyana, Théâtre de la Ville Paris, tournée
- 2011 : Vues d’Ici, de Noëlle Renaude, Chantiers de Blaye
- 2011 : Tout doit disparaître, d’Éric Pessan, Chapelle des Pénitents blancs, Festival d’Avignon
- 2011 : Baroufs, de Carlo Goldoni, nouvelle traduction de Jean-Paul Manganaro, Théâtre de l’Ouest Parisien, Théâtre National de Bordeaux-Aquitaine, tournée
- 2013 : Félicité, de Olivier Choinière Félicité, au Tarmac – La Scène Internationale Francophone
- 2013 : Cri et Ga cherchent la paix, créé au Phénix - Scène nationale de Valenciennes,  Théâtre du Rond-Point
- 2013-2014-2015 : L’Etranger d’Albert Camus, Alice au pays des merveilles de Lewis Carroll,  Mes amis d’Emmanuel Bove, Le blé en herbe de Colette, Mrs Dalloway de Virginia Woolf, Les années d’Annie Ernaux, Madame Bovary de Flaubert, Deux dames sérieuses de Jane Bowles – création en mars 2015 au Théâtre National Bordeaux-Aquitaine, Le Rouge du Tarbouche de Abdellah Taïa – création en mai 2015 à l’Institut Français de Casablanca, Marrakech et Rabat, Les malheurs de Sophie de la Comtesse de Ségur, en Jeune public -Tout public – création en septembre 2015 à la Scène Nationale de Tarbes[6]
- 2016 : GaliléE, d'après Bertolt Brecht, création à l'Institut Français du Maroc, à la Manufacture Atlantique Bordeaux et au Tarmac, la scène internationale francophone Paris
- 2017 :  Femme Noire, texte de Léopold Sedar Senghor, spectacle de clôture du Festival d'Avignon, dans la Cour d'Honneur du Palais des Papes.

## Opéra
- 2007 : Entente Cordiale, de Philippe Minyana, musique de Benjamin Hertz[7], Théâtre Ouvert - Centre National des Dramaturgies Contemporaines
- 2011 : La Belle-Hélène, de Jacques Offenbach, Opéra national de Bordeaux